# GASPF
O Gabinete de Apoio ao Secretariado Permanente do Fórum para a Cooperação Económica e Comercial entre a China e os Países de Língua Portuguesa  (GASPF) (em chinês:  中國與葡語國家經貿合作論壇常設秘書處輔助辦公室標誌), é um fórum de cooperação nacional económico e comercial, localizado na Região Administrativa Especial de Macau da República Popular da China.

## História
Macau e China queriam assinar acordos económicos e comercias e se aproximarem dos países lusófonos, a partir daí surgiu a ideia de criarem o GASPF em 2004.